# Ji Kyong-sun
Ji Kyong-sun (koreanisch 지경순; * 28. Dezember 1975) ist eine ehemalige nordkoreanische Judoka.

## Sport
Ji Kyong-sun nahm an den Olympischen Spielen 2000 in Sydney im Halbmittelgewicht teil. Bei den Asienspielen 2002 in Busan errang sie ebenso die Silbermedaille wie bei der Sommer-Universiade 2003 in Daegu.